# اقتصاد إيطاليا في ظل الفاشية

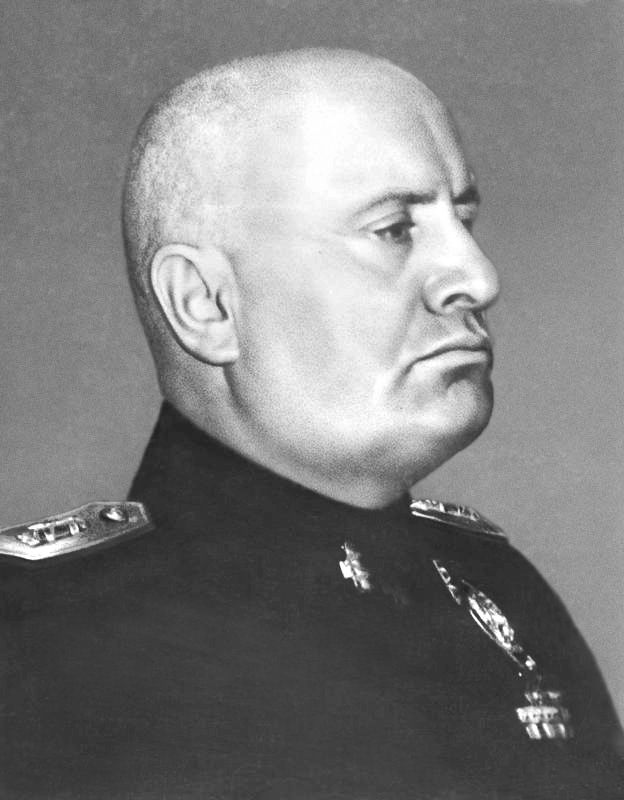
كلّف - بينيتو موسوليني - إيطاليا الكثير

يشير اقتصاد إيطاليا تحت حكم الفاشية إلى الاقتصاد في إيطاليا بين عامي 1922 و1943، حيث سيطر الفاشيون على البلاد. خرجت إيطاليا من الحرب العالمية الأولى في حالة سيئة وضعيفة، وتعرضت لتضخم وديون هائلة وكساد مُطوّل بعد الحرب. بحلول عام 1920، اجتاحت الاقتصاد حالة من التشنج الشديد؛ بطالة جماعية، ونقص الغذاء، وإضرابات، وما إلى ذلك. يمكن أن يتجلى هذا الاشتعال في وجهات النظر في ما يسمى بالعامين الحُمر (1919-1920).

## خلفية
كانت هناك بعض المشاكل الاقتصادية في أوروبا مثل التضخم في أعقاب الحرب. استمر مؤشر أسعار المستهلك في إيطاليا في الارتفاع بعد عام 1920، ولكن لم تشهد إيطاليا تضخمًا مفرطًا على مستوى النمسا، بولندا، المجر، روسيا، وألمانيا. أسهمت تكاليف الحرب وإعادة الإعمار بعد الحرب في إحداث ضغوط تضخمية هائلة. كان تغير المواقف السياسية في فترة ما بعد الحرب وصعود طبقة عاملة عاملًا مساهمًا أيضًا، وكانت إيطاليا أحد عدة بلدان حصل فيها خلاف بشأن الانعكاس الضريبي آنذاك.

## السياسة الاقتصادية الفاشية
تولى بينيتو موسوليني السلطة عام 1922 في ظل تحالف برلماني إلى أن استولى الحزب الوطني الفاشي على السلطة وأذِن بديكتاتورية الحزب الواحد في أوائل عام 1925. كان نمو شعبية موسوليني إلى أن يصبح زعيمًا وطنيًا، تدريجيًا كما كان متوقعًا لزعيم أي حركة فاشية. لم ينجح هذا المبدأ إلا في إيطاليا نظرًا لاندفاع العامة للتغيير بقدر التزام موسوليني بالتخلص من المذاهب الليبرالية والماركسية في البلاد. على هذا، كان ليكتب لاحقًا مقاله «مذهب الفاشية» ويوزعه على المجتمع الإيطالي، والذي انتهى إلى كونه أساسًا لأجندة الفاشية خلال ديكتاتورية موسوليني. لم يدفع موسوليني نفسه ببساطة إلى موقع الديكتاتورية، بل صعد تدريجيًا استنادًا إلى فهمه للدعم القائم لأفكاره في البلاد.
قبل عصر الديكتاتورية، حاول موسوليني تحويل اقتصاد البلاد بالتوازي مع الأيديولوجية الفاشية، نظريًا على الأقل. الواقع أنه لم يكن راديكاليًا اقتصاديًا، ولم يسع إلى الحرية المطلقة في الاقتصاد. شغل الحزب الفاشي فئة أقليات من ثلاثة مناصب فقط في مجلس الوزراء، باستثناء موسوليني، مانحًا الأحزاب السياسية الأخرى أيضًا مزيدًا من الاستقلالية. أثناء فترة التحالف، عين موسوليني الخبير الاقتصادي الليبرالي الكلاسيكي، ألبيرتو دي ستيفاني، الذي كان في الأصل زعيمًا شجاعًا في حزب الوسط، وزيرًا للمالية في إيطاليا، الذي عزز الليبرالية الاقتصادية، إلى جانب خصخصة بسيطة. قبل عزله في عام 1925، «بسّط ستيفاني قانون الضرائب، وخفّض الضرائب، وضبط الإنفاق، وحرّر القيود التجارية وألغى ضوابط الإيجارات»، حيث نما الاقتصاد الإيطالي أكثر من 20 في المئة، وانخفضت البطالة 77 في المئة تحت نفوذه.
وفقًا لمؤيدي وجهة النظر الأولى، كان لدى موسوليني أجندة اقتصادية واضحة، طويلة وقصيرة الأجل، منذ بداية حكمه. كان للحكومة هدفين رئيسيين؛ تحديث الاقتصاد ومعالجة نقص الموارد الاستراتيجية في البلاد. قبل إقالة ستيفاني، دفعت إدارة موسوليني القطاع الرأسمالي الحديث في خدمة الدولة، وتتدخلت مباشرة حسب الحاجة لخلق تعاون بين الصناعيين والعمال والدولة. تقدمت الحكومة نحو حل النزاعات الطبقية لصالح النقابوية. في الأجل القصير، عملت الحكومة على إصلاح النظام الضريبي الذي أسيء استخدامه على نطاق واسع، والتخلص من الصناعة المملوكة للدولة المفتقرة إلى الكفاءة، وخفض التكاليف الحكومية وفرض التعريفات لحماية الصناعات الجديدة. غير أن هذه السياسات انتهت بعد أن فرض موسوليني سيطرته الديكتاتورية وأنهى التحالف.
قوبل نقص الموارد الصناعية، وخاصة المكونات الأساسية للثورة الصناعية، بالتطور المكثف للمصادر المحلية المتاحة، والسياسات التجارية العدوانية، أي البحث عن صفقات تجارية خاصة بالمواد الخام، أو محاولة الاستعمار الاستراتيجي. سعيًا لتعزيز التجارة، دفع موسوليني البرلمان الإيطالي للتصديق على «اتفاق إيطالي سوفيتي سياسي واقتصادي» بحلول أوائل عام 1923. ساعد هذا الاتفاق جهود موسوليني الرامية إلى الاعتراف رسميًا بالاتحاد السوفيتي من قِبل إيطاليا في عام 1924، كأول كيان غربي بادر بذلك. مع توقيع معاهدة الصداقة وعدم الاعتداء والحياد لعام 1933 مع الاتحاد السوفيتي، أصبحت إيطاليا الفاشية شريكًا تجاريًا رئيسيًا مع روسيا تحت قيادة جوزيف ستالين، إذ تبادلت الموارد الطبيعية من روسيا السوفيتية للحصول على المساعدة التقنية من إيطاليا، التي شملت مجالات الطيران والسيارات والتكنولوجيا البحرية.
رغم كونه أحد تلاميذ الماركسي الفرنسي جورج سيرويل، وزعيم الحزب الاشتراكي الإيطالي الرئيسي في سنواته الأولى، تخلى موسوليني عن نظرية صراع الطبقات الاجتماعية من أجل الائتلاف الطبقي. تحول بعض النقابيين الفاشيين إلى التعاون الاقتصادي بين الطبقات من أجل خلق موقف «داعم للإنتاجية» يكون فيه «بروليتاريا للمنتجين» عاملًا حاسمًا في «مفهوم السياسة الثورية» والثورة الاجتماعية. مع ذلك، كان معظم النقابيين الفاشيين يحذون حذو إدموندو روسوني، الذي فضل الجمع بين القومية وصراع الطبقات الاجتماعية، مظهرًا في الغالب موقفًا عدائيًا تجاه الرأسماليين. كان هذا العداء ضد الرأسمالية مثيرًا للجدال إلى الحد الذي جعل روسوني عام 1926 يندد بالصناعيين باعتبارهم «مصاصي دماء» و«انتهازيين».
بما أن الاقتصاد الإيطالي لم يتطور عمومًا مع تحول ضئيل في التصنيع، زعم الفاشيون والنقابيون الثوريون، مثل أنجيلو أوليفيرو أوليفيتي، أن الطبقة العاملة الإيطالية لا يمكنها الحصول على العدد المطلوب أو الوعي «لإحداث الثورة». بدلًا من ذلك، اتبعوا نصيحة كارل ماركس بأن الأمة تتطلب «النضج الكامل للرأسمالية كشرط مسبق لتحقيق الاشتراكية». في إطار هذا التفسير، لا سيما على نحو ما أوضحه سيرجيو بانونزيو، وهو من كبار مُنظّري الفاشية الإيطالية، «كان النقابيون إنتاجيين، لا توزيعيين». عزم المفكرون الفاشيون على تعزيز التنمية الاقتصادية لتمكين الاقتصاد النقابي من «بلوغ أقصى حد من إنتاجيته»، التي اعتبروها مهمة «للثورة الاشتراكية».

## العجز الهيكلي والأشغال العامة والرعاية الاجتماعية
في إشارة إلى اقتصاد جون مينارد كينز باعتباره «مقدمة مفيدة للاقتصاد الفاشي»، كلّف موسوليني إيطاليا الكثير، وتعرضت لعجز هيكلي، الذي نما على نحو مضطرد. في أول سنة لموسوليني كرئيس للوزراء عام 1922، بلغ الدين العام في إيطاليا 93 مليار ليرة. بحلول عام 1934، قدّر المؤرخ الإيطالي غايتانو سالفيميني أن الدين العام الإيطالي ارتفع إلى 149 مليار ليرة. في عام 1943، ذكرت صحيفة نيويورك تايمز أن الدين العام لإيطاليا بلغ 406 مليار ليرة.
يعتبر إنفاق موسوليني، وهو مدرس سابق، على القطاع العام والمدارس والبنية الأساسية مبالغًا فيه. أنشأ موسوليني «برنامجًا للأشغال العامة لم يسبق له مثيل حتى الآن في أوروبا الحديثة. بُنيت الجسور والقنوات والطرق والمستشفيات والمدارس ومحطات السكك الحديدية ودور الأيتام، وجُففت المستنقعات واستُصلحت الأراضي، وزُرعت الغابات وتوفرت الجامعات». أما فيما يتعلق بنطاق برامج الرعاية الاجتماعية وإنفاقها، كانت الفاشية الإيطالية أكثر تطورًا «مقارنةً مع الدول الأوروبية الأكثر تقدمًا من بعض الجوانب». عندما سأل سياسي مدينة نيويورك غروفر ألويسيوس والين، موسوليني عن المغزى وراء الفاشية الإيطالية في عام 1939، كان الرد: «إنها مثل الصفقة الجديدة خاصتك!».
بحلول عام 1925، «شرعت الحكومة الفاشية في تنفيذ برنامج مفصل» شمل المساعدة الغذائية التكميلية، رعاية الرضع، مساعدة الأمومة، الرعاية الصحية العامة، علاوات الأجر، الإجازات المدفوعة، استحقاقات البطالة، التأمين ضد الأمراض، التأمين ضد الأمراض المهنية، المساعدة الأسرية العامة، الإسكان العام، والتأمين ضد الشيخوخة والعجز. أما عن الأشغال العامة، خصصت إدارة موسوليني «400 مليون ليرة من الأموال العامة» لبناء المدارس بين عامي 1922 و1942، مقابل 60 مليون ليرة فقط بين عامي 1862 و1922.